# Rannii Ranok, Krîvîi Rih
Rannii Ranok (în ucraineană Ранній Ранок) este un sat în comuna Heikivka din raionul Krîvîi Rih, regiunea Dnipropetrovsk, Ucraina.

## Demografie
Componența lingvistică a localității Rannii Ranok
     Ucraineană (91,8%)
     Rusă (7,89%)
     Alte limbi (0,16%)
Conform recensământului din 2001, majoritatea populației localității Rannii Ranok era vorbitoare de ucraineană (91,8%), existând în minoritate și vorbitori de rusă (7,89%).